# Дильпесенд Кадын-эфенди
Дильпесе́нд Кады́н-эфе́нди (тур. Dilpesend Kadın Efendi; 1861/1865, Тбилиси (?) — 1901/1903, Стамбул) — третья жена (кадын-эфенди) османского султана Абдул-Хамида II и мать Наиле-султан.

## Биография
Турецкий мемуарист Харун Ачба в своей книге «Жёны султанов: 1839—1924» отмечает, что Дильпесенд Кадын-эфенди была единственной женой султана Абдул-Хамида II, о которой крайне мало информации в источниках.
По данным Ачбы, она родилась 16 января 1861 года в Тифлисе, однако османист Энтони Алдерсон в своём труде «Структура Османской династии», не называя места рождения, указывает датой её рождения 16 января 1865 года, а турецкий историк Недждет Сакаоглу в книге «Султанши этого имущества» ставит под вопрос и Тифлис в качестве места рождения и 1865 год в качестве даты рождения. Харун Ачба пишет, что личности отца и матери Дильпесенд Кадын-эфенди неизвестны, однако, если место рождения верно, то скорее всего она была грузинкой. Сакаоглу считает, что Дильпесенд Кадын-эфенди была либо грузинкой, либо черкешенкой; её воспитанием во дворце занималась Тирьял-ханым, одна из жён султана Махмуда II, после смерти которой в 1884 году девушка была передана в гарем Абдул-Хамида. Согласно описанию, данном Харуном Ачбой, Дильпесенд была высокой женщиной с каштановыми волосами; вероятно, она была подарена во дворец в очень юном возрасте. Сакаоглу, ссылаясь на слова турецкого драматурга Нахида Сырры Орика, отмечает, что Дильпесенд Кадын-эфенди была невероятно красивой и самой высокой из жён султана.
Дильпесенд стала женой Абдул-Хамида 10 апреля 1883 года или же 10 апреля 1884 года во дворце Йылдыз. Ачба и турецкий историк Чагатай Улучай в своей работе «Жёны и дочери султанов» называют Дильпесенд третьей женой (кадын-эфенди) Абдул-Хамида II. Через год она родила Наиле-султан, которую Ачба называет единственным ребёнком Дильпесенд. Однако Алдерсон называет дочерью Дильпесенд также Хатидже-султан, умершую в младенчестве.
Сама Дильпесенд Кадын-эфенди умерла во дворце Йылдыз 17 июня 1901 года или 5 октября 1903 года и была похоронена в обители Яхьи-эфенди в Ускюдаре в мавзолее женщин и сыновей султанов. Хотя дочь Абдул-Хамида II Айше-султан пишет в своих мемуарах, что «могила [Дильпесенд] находится в Караджаахмете», Сакаоглу опровергает этот факт, поскольку жену правящего султана не могли похоронить на общественном кладбище; вероятнее всего, Айше спутала Дильпесенд с другой женой отца — Фатьмой Песенд Ханым-эфенди.